# Pholetesor
Pholetesor is een geslacht van insecten uit de orde vliesvleugeligen (Hymenoptera) en de familie schildwespen (Braconidae).

## Soorten
Deze lijst van 37 stuks is mogelijk niet compleet.
- P. ambiguus (Papp, 1977)
- P. arisba (Nixon, 1973)
- P. bedelliae (Viereck, 1911)
- P. bucculatricis (Muesebeck, 1921)
- P. caloptiliae Whitfield, 2006
- P. circumlatus Kotenko, 2007
- P. circumscriptus (Nees, 1834)
- P. chiricahuensis Whitfield, 2006
- P. dixianus Whitfield, 2006
- P. dmitriyi Kotenko, 2007
- P. elpis (Nixon, 1973)
- P. exiguus (Haliday, 1834)
- P. glacialis (Ashmead, 1902)
- P. hanniae (Valerio & Whitfield, 2003)
- P. hayati Akhtar, 2010
- P. ingenuus (Tobias, 1964)
- P. intercedens (Tobias, 1977)
- P. laetus (Marshall, 1885)
- P. longicoxis Whitfield, 2006
- P. masneri (Mason, 1981)
- P. masoni Whitfield, 2006

- P. nanus (Reinhard, 1880)
- P. ornigis (Weed, 1887)
- P. pedias (Nixon, 1973)
- P. phaetusa (Nixon, 1973)
- P. pinifoliellae Whitfield, 2006
- P. powelli Whitfield, 2006
- P. rhygoplitoides Whitfield, 2006
- P. rohweri (Muesebeck, 1921)
- P. salalicus (Mason, 1959)
- P. salicifoliellae (Mason, 1959)
- P. terneicus Kotenko, 2007
- P. thuiellae Whitfield, 2006
- P. variabilis Whitfield, 2006
- P. viminetorum (Wesmael, 1837)
- P. zelleriae Whitfield, 2006
- P. zherikhini Kotenko, 2007